# Helga (voleibolista)
Helga Yolanda Suffert Cordal Sasso (Santiago, 24 de outubro de 1961) é uma ex-voleibolista indoor chilena, com nacionalidade esportiva brasileira.
Helga atuou pela Seleção Brasileira desde as categorias de base, e pela seleção principal foi medalhista de prata no Mundialito de 1982 e conquistou o ouro no Campeonato Sul-Americano de 1981, interrompendo a hegemonia peruana no continente.
Participou também do Mundial de 1982, além disso atuou representando o Brasil nas competições universitárias internacionais, obtendo bronze e ouro em edições da Universíada de Verão, na Romênia e no Canadá, respectivamente.

## Carreira
Helga nasceu no Chile e neste país assistia sua mãe Karin Ingrid Suffert de Cordal praticando voleibol, e acompanhava os treinos. Já apaixonada pelo esporte, perguntava quando ia começar a jogar e sua mãe dizia que somente a partir dos dez anos de idade.
Quando completou dez anos iniciou a prática da modalidade no Chile e, com onze anos, veio morar no Brasil, na cidade de Alegrete, no Rio Grande do Sul. continuou a praticar voleibol, e recebia treinamentos de sua mãe. Sua irmã mais velha também praticava voleiboi, e seu pai foi jogador da seleção chilena de voleibol masculino.
Em 1976 foi convocada para Seleção Gaúcha, ano em que deixou Alegrete para morar em Porto Alegre, onde passou a treinar na Sogipa.
Praticou também atletismo, chegando a competir na categoria infanto-juvenil. Nesta categoria foi campeã brasileira no arremesso de peso e terceiro lugar no campeonato brasileiro de salto em altura, sendo que o recorde do estado do Rio Grande do Sul do arremesso de peso ainda pertence à Helga. Continuou praticando tanto o voleibol quanto o atletismo, até surgir a primeira convocação para Seleção Brasileira Juvenil de Atletismo e também para a de voleibol, mas coincidentemente era para mesma data e daí ela optou pela de voleibol.A prova de salto em altura era a “especialidade” da Helga, que já era treinada pelo técnico Luiz Fernando Ribeiro Moraes.
Na Sogipa era treinada por Carlos Alberto Costa, o Betão. A intensidade nos treinamentos de vôlei foi inviabilizando a prática paralela, seguindo apenas com o vôlei. Em 1980 ingressou na Escola de Educação Física da Universidade Federal do Rio Grande do Sul (UFRGS). Aos poucos fazia o curso, pois estava sempre à serviço da Seleção Brasileira.
Em 1980 foi convocada para a Olimpíada de Moscou, mas foi cortada do grupo que disputaria esta edição. Só concluiu a faculdade após ser convocada para os Olimpíada de Los Angeles, mas foi cortada novamente, época em que se transferiu para o Rio de Janeiro e continuou o curso na Universidade Gama Filho.
Foi vice-campeã do Campeonato Brasileiro de Seleções em 1980. Convocada para seleção principal que disputou o Campeonato Sul-Americano de 1981, um marco para o voleibol nacional, pois, a última conquista continental pela seleção feminina principal tinha sido em 1969. Em um jogo emocionante, Helga vestiu a camisa#3 e, juntamente com suas companheiras, venceram a seleção peruana nesta edição, sediada em Santo André. no estado de São Paulo quebrando a supremacia do Peru.
Ainda em 1981, manteve uma dedicação exclusiva à Seleção Brasileira, e disputou na categoria juvenil o Mundial realizado no México, onde terminaram em sexto lugar. Além disso, sequencialmente, esteve na excursão de um mês pelos Estados Unidos. Após esta passagem, viajou para o Japão com a seleção para disputar a Copa do Mundo de 1981, quando terminaram em oitavo lugar.
Helga também representou o Brasil no Mundialito de 1982 realizado em São Paulo, cuja final deu-se no Ginásio do Ibirapuera, e na equipe além dela estavam Dulce Thompson, Ivonete das Neves,Blenda Bartels, Cristina Rosa, Regina Uchôa, Heloísa Roese, Isabel Salgado. Conquistaram a prata inédita nesta competição, as vésperas do Mundial do Peru. Convocada novamente para a seleção principal que disputou o Campeonato Mundial de 1982, sediado em Lima, no Peru, onde encerraram na oitava colocação.
Competiu em eventos oficiais universitários internacionais, onde representou o Brasil, como a edição da Universíada de Verão de 1983, sediada em Edmonton, no Canadá, Conquistou a medalha de ouro superando a representação chinesa e na edição anterior, ou seja, na décima primeira edição conquistou o bronze na universíade realizada em Bucareste, na Romênia, em 1981.
Em 1984 optou por jogar na equipe do Bradesco/RJ, ao invés de ir para a Supergasbras, para onde tinha sido convidada pelo técnico Enio Figueiredo. Como ele também era o técnico da seleção brasileira, Helga atribuiu a isso uma das possíveis razões para seu corte da Olimpíada de Los Angeles de 1984.
Helga voltou a seleção em 1987 e disputou a Copa do Mundo, terminando na sétima colocação.
Jogou por mais seis meses na Itália no ano de 1988 e, depois, em 1990, encerrando a carreira em 1991. De volta ao Brasil, voltou a morar no Rio Grande do Sul e, no ano de 1995, disputou o campeonato estadual pela Sogipa. Em 1996 disputou pela Ulbra, e depois passou a competir na categoria master. Em 2003 foi eleita a melhor jogadora da categoria 40 anos.
Como treinadora, iniciou na Sogipa, como treinadora de punhobol; depois foi técnica da Seleção Brasileira Juvenil de Punhobol e continuou no Sogipa como treinadora de voleibol. Disputou o Campeonato Brasileiro de Vôlei Master de 2007 na categoria AABB-DF na 40+. No ano de 2011 disputou a Global Cup 2011 e ajudou a equipe a conquistar o título na cidade norte-americana de Saint George.
Há anos Helga é técnica das divisões de base da Sogipa.

## Clubes
| Clube       | País   | De   | Até  |
| Sogipa      | Brasil | 1976 | 1984 |
| Bradesco/RJ | Brasil | 1984 | 1987 |
| ?           | Itália | 1988 | 1988 |
| ?           | Itália | 1990 | 1991 |
| Sogipa      | Brasil | 1995 | 1995 |
| Ulbra/RS    | Brasil | 1996 | 1996 |

## Títulos e resultados
- 1981-6º Lugar no Campeonato Mundial Juvenil (Cidade do México, México)[3]
- 1981-8º Lugar na Copa do Mundo ( Japão)[4]
- 1982- Vice-Campeã do Mundialito (São Paulo,  Brasil)[5]
- 1982- 8º Lugar no Campeonato Mundial (Lima ,  Peru)[6]
- 1987-7º Lugar na Copa do Mundo ( Japão)[9]

## Premiações individuais
- 2003- Melhor Jogadora da categoria 40 anos[1]